# Řád Pia IX.
Řád Pia IX. (italsky Ordine di Pio IX) je papežský rytířský řád, založený roku 1847 papežem Piem IX.
Řád byl založen na paměť rytířské družiny založené Piem IV., která zanikla s jeho smrtí. Do roku 1939 bylo s jeho udělením spojeno šlechtictví. Řád má pět tříd:
- Rytíř s řetězem – vyhrazen hlavám států
- Rytíř – velkokříž
- Rytíř komandér s hvězdou
- Rytíř komandér
- Rytíř

Je udělován katolíkům i nekatolíkům za zásluhy o papežství. V pořadí papežských řádů je třetí, za Řádem zlaté ostruhy a nad řádem sv. Řehoře Velikého.

## Vzhled řádu
Odznakem řádu je zlatá, modře smaltovaná osmicípá hvězda se zlatými paprsky mezi jednotlivýci cípy. Ve středovém kruhovém medailonu se nachází zlatý nápis PIVS IX, odkazující na zakladatele řádu. Kolem se vine zlatý pás s heslem VIRTVTI ET MERITO.
Stuha je modrá s dvěma červenými postranními pruhy.

## Čeští držitelé řádu
- Dr. Eduard Jelen[2]
- 1912 Evžen Černín
- 1923 Prof. Kamil Krofta[2]
- 1993 Prof. PhDr. František Xaver Halas, CSc.[2]
- 2002 Martin Stropnický[2]
- 2005 Ing. Pavel Jajtner[2]
- 2011 JUDr. Pavel Vošalík
- Dr. Georg Hohenberg